# Дюнер (лунный кратер)
Кратер Дюнер (лат. Dunér) — большой древний ударный кратер в северном полушарии обратной стороны Луны. Название присвоено в честь шведского астронома Нильса Дюнера и утверждено Международным астрономическим союзом в 1970 г. Образование кратера относится к донектарскому периоду.

## Описание кратера

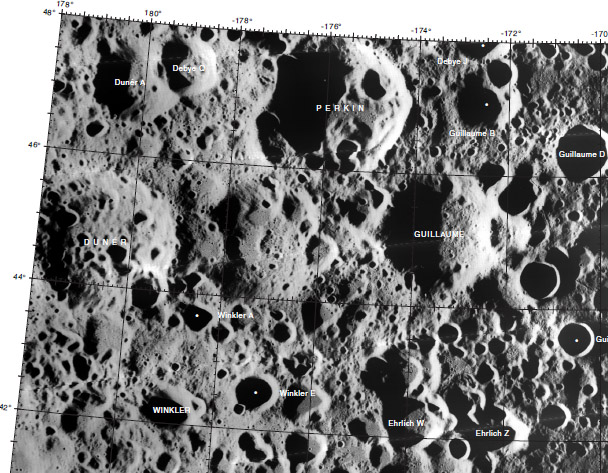
Фрагмент карты LAC-33.

Ближайшими соседями кратера являются кратер Чернышев на северо-западе; кратер Перкин на северо-востоке; кратер Гильом на востоке; кратер Винклер на юго-востоке и кратер Чандлер на западе-юго-западе. Селенографические координаты центра кратера 44°41′ с. ш. 179°28′ в. д. / 44,68° с. ш. 179,46° в. д., диаметр 65,1 км, глубина 2,7 км.
Кратер имеет полигональную форму, практически полностью разрушен за длительное время своего существования.  Вал перекрыт множеством кратеров различного размера и представляет собой трудно различимое поднятие местности, наиболее выражен в восточной части. Высота вала над окружающей местностью достигает 1220 м , объем кратера составляет приблизительно 3 300 км³. Дно чаши почти полностью занято кратерами различного размера.

## Сателлитные кратеры
| Дюнер | Координаты                                              | Диаметр, км |
| ----- | ------------------------------------------------------- | ----------- |
| A     | 47°07′ с. ш. 179°47′ в. д. / 47,12° с. ш. 179,78° в. д. | 37          |

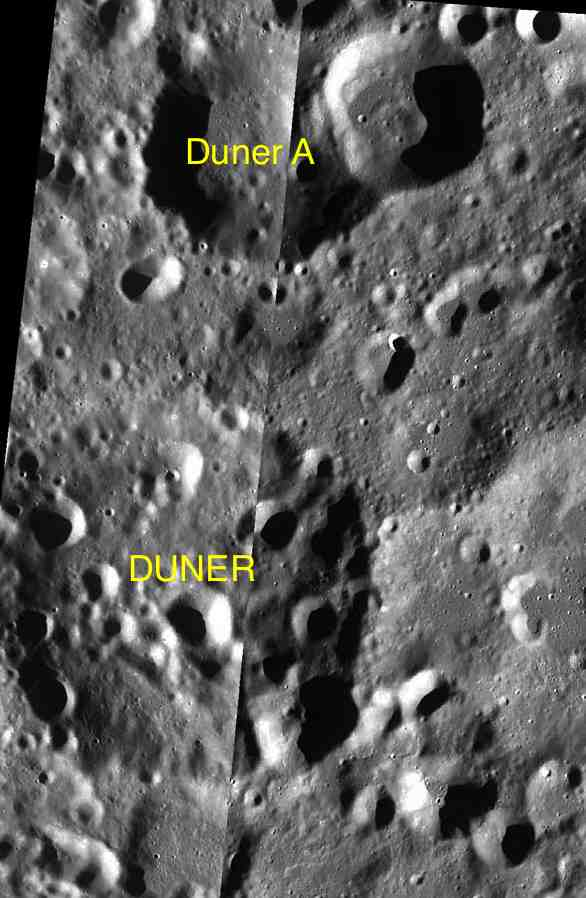
Фрагмент карты LAC-33.

- Образование сателлитного кратера Дюнер A относится к нектарскому периоду[1].

## См.также
- Список кратеров на Луне
- Лунный кратер
- Морфологический каталог кратеров Луны
- Планетная номенклатура
- Селенография
- Минералогия Луны
- Геология Луны
- Поздняя тяжёлая бомбардировка